# Black Session
Black Session (1998) è il primo album live di Yann Tiersen, è stato registrato durante la Black Session del programma radiofonico C'est Lenoir. Registrata dalla TNB all'apertura del festival musicale di Rennes.

## Tracce
1. Sur le fil - 3:07
2. Geronimo - 1:56 - chanté par Neil Hannon
3. Life on Mars - 3:09 - chanté par Neil Hannon
4. La Rupture - 2:44 - chanté par Claire Pichet
5. Monochrome - 3:29 - chanté par Dominique A
6. Les Bras de mer - 3:07 - chanté par Dominique A
7. Roma amor - 4:00 - chanté par Christian Quermalet
8. Tout est calme - 3:27 - chanté par Yann Tiersen
9. À ton étoile - 3:46 - chanté par Bertrand Cantat
10. La Crise - 2:35 - chanté par Claire Pichet
11. Les Forges - 4:01 - chanté par Françoiz Breut
12. La Noyée - 2:26
13. Ginette - 4:49 - chanté par Christian Olivier
14. La Terrasse - 3:40 - chanté par Yann Tiersen
15. Bon voyage - 2:25 - chanté par Mathieu Boogaerts
16. Le Quartier - 2:17

Parole e musiche di Yann Tiersen, tranne:
- Geronimo paroles et musiques de Neil Hannon
- Life on Mars paroles et musiques de David Bowie
- Les Bras de mer et Les Forges paroles et musiques de Dominique A
- Roma amor paroles et musiques de The Married Monk
- À ton étoile paroles et musiques de Bertrand Cantat/Noir Désir
- Ginette paroles et musiques de Christian Olivier/Têtes Raides
- Bon voyage paroles et musiques de Mathieu Boogaerts